# Hiệp hội bóng đá Argentina
Hiệp hội bóng đá Argentina (tiếng Tây Ban Nha: Asociación del Fútbol Argentino, AFA) là tổ chức quản lý, điều hành các hoạt động bóng đá ở nước Argentina. Hiệp hội quản lý đội tuyển bóng đá quốc gia nam và nữ, tổ chức Giải bóng đá vô địch quốc gia Argentina. Hiệp hội bóng đá Argentina gia nhập FIFA năm 1912 và CONMEBOL năm 1916.